# Raoul Lévy
Raoul Lévy, född 14 april 1922 i Antwerpen i Belgien, död 31 december 1966 i Saint-Tropez i departementet Var, var en fransk filmproducent, regissör, manusförfattare och skådespelare.

## Filmografi i urval
- 1956 – Och Gud skapade kvinnan... (manus och produktion)
- 1958 – Månskensjuvelerna (produktion)
- 1960 – Sanningen (produktion)
- 1965 – Marco Polo: Äventyrens man (manus och regi)
- 1965 – Maffia (regi och produktion)
- 1966 – Gatlopp (manus och regi och produktion)
- 1967 – Två eller tre saker jag vet om henne (produktion och roll)